# Tiantiaka
Tiantiaka est une commune rurale située dans le département de Tibga de la province du Gourma dans la région de l'Est au Burkina Faso.

## Géographie
Tiantiaka est situé à 7 km à l'Est de Tibga et 8,5 km au Nord-Ouest de Diapangou.

## Santé et éducation
Le centre de soins le plus proche de Tiantiaka est le centre de santé et de promotion sociale (CSPS) de Tibga.